# جيمس إم. تايلور
جيمس إم. تايلور (بالإنجليزية: James M. Taylor)‏ هو طيار وضابط أمريكي، ولد في 27 نوفمبر 1930 في ستامبز في الولايات المتحدة، وتوفي في 4 سبتمبر 1970 في بالمديل في الولايات المتحدة.